# Яйва
Яйва (на руски: Яйва) е река в Пермски край на Русия, ляв приток на Кама (ляв приток на Волга). Дължина 304 km. Площ на водосборния басейн 6250 km².

## Извор, течение, устие
Река Яйва води началото си от хребета Кваркуш (част от Северен Урал), на 645 m н.в., в източната част на Пермски край. По цялото си протежение тече през хълмисти, гъсто залесени райони, представляващи западните, предпланински части на Урал. В горното и средно течение посоката ѝ е югозападна, а в долното – северозападна. Влива се отляво в река Кама (в Камското водохранилище), при нейния 879 km, на 104 m н.в., при село Яйвински Рейд, на около 10 km южно от град Березники.

## Водосборен басейн, притоци
Водосборният басейн на Яйва обхваща площ от 6250 km², което представлява 1,23% от водосборния басейн на река Кама. На север и северозапад водосборният басейн на Яйва граничи с водосборния басейн на река Вишера (ляв приток на Кама) и водосборните басейни на други по-малки реки леви притоци на Кама, а на югоизток, юг и югозапад – с водосборния басейн на река Косва (ляв приток на Кама).
Основни притоци: леви – Кад (76 km), Чикман (55 km), Чанва (70 km), Вилва (107 km), Усолка (52 km); десни – Улвич (72 km).

## Хидроложки показатели
Яйва има смесено подхранване с преобладаване на снежното с ясно изразено пролетно пълноводие и зимно маловодие. Среден годишен отток на 87 km от устието 88 m³/s. Заледява се през 2-рата половина на октомври или началото на ноември, а се размразява в края на април или началото на май.

## Стопанско значение, селища
По река Яйва целогодишно се извършва регулярно корабоплаване на 15 km от устието, а по време на пролетното пълноводие до селището от градски тип Яйва. По течението ѝ са разположени около 20 предимно малки населени места, в т.ч. селището от градски тип Яйва в средното течение.